# Taj Mahal
Taj Mahal (udtales [tɑdʒ mə'hɑl]; hindi: ताज महल; persisk/urdu: تاج محل) er et muslimsk mausoleum nær Agra i Indien bygget af Shah Jahan til dennes kone Arjumand Bano Begum (ofte kendt under det persiske navn Mumtaz Mahal som betyder "paladsets lys"), som døde i 1631 i barselsseng. Taj Mahal blev opført 1632-1653 og er fra 1983 medtaget på UNESCOs liste over Verdens Kulturarv.
20.000 personer arbejdede med opførelsen, herunder specialarbejdere fra Europa og Centralasien. Hovedarkitekten var Ustad Ahmad fra Lahore i Pakistan.
Taj Mahal blev konstrueret af materialer fra hele Indien og Asien. Mere end 1.000 elefanter blev brugt til at transportere byggematerialerne. Den hvide marmor blev importeret fra Rajasthan, jaspis fra Punjab og jade og krystaller fra Kina. Turkis var fra Tibet, lasursten fra Afghanistan, safirerne kom fra Sri Lanka og karneol (rødlig smykkesten) fra Saudi-Arabien. I alt blev 28 forskellige ædelstene indlagt i den hvide marmor.
Den centrale del af mausoleet er omkranset af fire identiske minareter, som er bygget med en hældning udad, så de i tilfælde af et jordskælv vil styrte til jorden væk fra selve mausoleet. Til venstre fra monumentet er der en moske af rød sandsten. Moskeen blev konstrueret for at helliggøre området og skabe en plads for pilgrimme. Til højre er der en eksakt kopi af moskeen, kendt som jawab ("svar"), som alene er bygget for symmetriens skyld. Bygningen anvendes ikke som moske, da den ikke har den korrekte position i forhold til Mekka.
Fronten af mausoleet havde oprindelig en traditionel persisk char-bagh ("fire haver") bestående af blomster og spredte trævækster. Den britiske vicekonge Lord Curzon erstattede denne have med en mere engelskorienteret plæneopbygning, og det er denne, som kan ses i dag.
Arkitekten der stod bag byggeriet fik hugget højre hånd af da byggeriet stod færdigt. Dette skulle forhindre at han byggede et lignende.[kilde mangler]
Da det blev bygget, havde Shah Jahan et ønske om at ville bygge et tilsvarende Taj Mahal på den anden side af floden. Det skulle bare være sort. Det blev aldrig til noget, da han døde.[kilde mangler]
27°10′30″N 78°02′31″Ø / 27.175°N 78.0419°Ø